# Holubice (Morávia do Sul)
Holubice é uma comuna checa localizada na região de Morávia do Sul, distrito de Vyškov.